# Anke Fuchs
Pour les articles homonymes, voir Fuchs.
Anke Fuchs, née Nevermann le 5 juillet 1937 à Hambourg et morte le 14 octobre 2019 à Wilhelmshaven, est une femme politique allemande, membre du Parti social-démocrate d'Allemagne (SPD).
Juriste auprès de la DGB et d'IG Metall, elle est brièvement députée au Parlement régional de Hambourg en 1971. Elle est nommée secrétaire d'État parlementaire dans le gouvernement fédéral six ans plus tard et se fait élire au Bundestag en 1980.
Elle devient ministre fédérale de la Santé en avril 1982, mais le cabinet est renversé six mois plus tard. Après avoir échoué à être investie en tant que chef de file du SPD aux élections régionales de 1986 en Basse-Saxe elle est désignée coordinatrice fédérale du parti en 1987.
En 1990, elle se présente aux régionales dans le Land reconstitué de Saxe et subit un terrible échec avec moins de 20 % des voix. Elle quitte ses fonctions au SPD l'année suivante, puis elle est choisie comme vice-présidente du Bundestag en 1998. Quatre ans plus tard, elle quitte la vie politique.

## Biographie

### Une juriste syndicaliste
Anke Fuchs passe son Abitur en 1956, année de son adhésion au SPD. Elle effectue ensuite des études supérieures de droit et obtient en 1964 son second diplôme juridique d'État.
Elle devient alors secrétaire pour le droit du travail et la politique sociale de la fédération de la Confédération allemande des syndicats (DGB) de Marche du Nord jusqu'en 1968. L'année suivante, elle est élue au comité directeur du SPD de Hambourg.

### Ascension: de Hambourg au gouvernement fédéral
Anke Fuchs devient députée au Bürgerschaft de Hambourg le 19 février 1971 en tant que suppléante, dix jours après la formation du nouveau gouvernement local. Elle entre quelques mois plus tard au comité directeur du syndicat IG Metall, renonçant le 31 décembre suivant à son mandat électif. Le 26 avril 1977, elle est nommée secrétaire d'État administrative du ministère fédéral du Travail et de l'Ordre social, alors dirigé par Herbert Ehrenberg.
Désignée au comité directeur fédéral du SPD en 1979, elle est élue députée de la 60e circonscription fédérale au Bundestag, par 44 % des voix et succédant ainsi Katharina Focke, lors des élections fédérales du 5 octobre 1980. Elle est choisie, le 6 novembre suivant, comme secrétaire d'État parlementaire du ministère fédéral du Travail.

### Ministre fédérale pour quelques mois
À l'occasion du remaniement ministériel du 28 avril 1982 du cabinet Schmidt III, Anke Fuchs est choisie comme ministre fédérale de la Jeunesse, de la Famille et de la Santé. Elle prend alors la succession d'Antje Huber, à ce poste depuis décembre 1976. Elle doit cependant démissionner dès le 1er octobre suivant, du fait du renversement de Helmut Schmidt par Helmut Kohl.

### Une cadre nationale du SPD
Aux élections fédérales anticipées du 6 mars 1983, Anke Fuchs est battue dans sa circonscription mais est tout de même réélue au Bundestag grâce au scrutin de liste. Bien qu'elle soit députée fédérale de Rhénanie-du-Nord-Westphalie, son nom est évoqué par la direction fédérale du parti pour se présenter contre Ernst Albrecht aux élections régionales du 15 juin 1986 en Basse-Saxe. Cependant, le député fédéral Gerhard Schröder s'assure le soutien de plusieurs sections d'arrondissements et sécurise ainsi sa propre investiture. En septembre 1986, elle entre à la présidence fédérale du parti.
À nouveau battue au scrutin majoritaire lors des élections fédérales du 25 janvier 1987, elle est choisie le 15 juin suivant comme coordinatrice fédérale du SPD lors du congrès extraordinaire de Bonn, qui voit l'élection de Hans-Jochen Vogel à la présidence. Elle est alors la première femme à occuper ce poste et la première femme à atteindre un tel niveau de responsabilité dans l'un des deux « grands partis » allemands.
Avec la réunification, cinq Länder sont reconstitués dans l'ancienne Allemagne de l'Est. En Saxe, la Union chrétienne-démocrate d'Allemagne (CDU) investit un ancien secrétaire général fédéral, Kurt Biedenkopf. Anke Fuchs est choisie pour l'affronter aux élections régionales du 14 octobre 1990. Lors du scrutin, la CDU perce à 53,8 % et s'adjuge une solide majorité absolue de 92 sièges sur 160. Deuxième, le SPD doit se contenter de 19,1 % et seulement 32 élus. Elle renonce alors à siéger au Landtag et prendre la tête de l'opposition régionale.
Le 2 décembre suivant, elle est réélue en Rhénanie-du-Nord-Westphalie aux élections fédérales. Lors du congrès fédéral du SPD de Brême, en mai 1991, elle ne se représente pas, à l'image du président Vogel. Cela ne l'empêche pas d'être désignée, en avril 1993, vice-présidente du groupe SPD au Bundestag, ni d'être réélue aux élections fédérales du 16 octobre 1994. À l'ouverture de la législature, elle se présente à la vice-présidence du Bundestag, mais se fait battre par le libéral Bukkhard Hirsch, par 259 voix contre 394, puis l'écologiste Antje Vollmer, par 279 voix contre 358. C'est la première fois depuis 1957 que le bureau de l'assemblée ne compte qu'un seul social-démocrate.

### Vice-présidente du Bundestag et fin de carrière
À l'occasion des élections fédérales du 27 septembre 1998, le SPD revient au pouvoir après seize années dans l'opposition. Au cours de ce scrutin, Anke Fuchs parvient à se faire réélire dans sa circonscription en remportant 44,5 % des voix. Le 26 octobre suivant, alors que s'ouvre la législature, elle est élue vice-présidente du Bundestag, tandis que le social-démocrate Wolfgang Thierse en prend la présidence.
Ne se représentant pas aux élections fédérales du 22 septembre 2002, elle quitte la vie politique à 65 ans. L'année suivante, elle devient présidente de la fondation Friedrich-Ebert, poste qu'elle abandonne en 2010.

### Vie privée
Anke Fuchs est la fille de Paul Nevermann, premier maire de Hambourg entre 1961 et 1965. Elle est mariée à Andreas Fuchs, ancien membre du conseil municipal de Brême avec qui elle a eu deux enfants.
Elle meurt le 14 octobre 2019 à Wilhelmshaven